# Jadwiga Skóra-Oparcik
Jadwiga Skóra-Oparcik (ur. 24 października 1927 w Sosnowicy, zm. 8 listopada 2010) – polska robotnica, posłanka na Sejm PRL VII kadencji.

## Życiorys
Uzyskała wykształcenie podstawowe. W 1945 przystąpiła do Związku Walki Młodych, a w 1947 do Polskiej Partii Robotniczej i w 1948 wraz z nią do Polskiej Zjednoczonej Partii Robotniczej. W tym samym roku podjęła pracę w Radomskiej Wytwórni Telefonów. W 1949 została absolwentem partyjnej szkoły wojewódzkiej w Kielcach i instruktorem Wydziału Rolnego Komitetu Wojewódzkiego PZPR (wysłano ją też do szkoły instruktorów wydziałów politycznych przy Państwowym Ośrodku Maszynowym w Ursynowie). Ukończywszy kurs, została instruktorem Wydziału Politycznego w Centralnym Zarządzie POM-Kielce. Od 1953 pracowała ponownie w Radomskiej Fabryce Telefonów (w kontroli jakości). W 1976 uzyskała mandat posła na Sejm PRL w okręgu Radom. Zasiadała w Komisji Komunikacji i Łączności oraz w Komisji Spraw Wewnętrznych i Wymiaru Sprawiedliwości.
Pochowana na Cmentarzu Komunalnym w Radomiu.

## Odznaczenia
- Medal 30-lecia Polski Ludowej